# Prometij
Prometij je kemijski element atomskog (rednog) broja 61 i atomske mase 145. U periodnom sustavu elemenata predstavlja ga simbol Pm.
Ime Prometij izvedeno je iz imena Prometej (grčki heroj).